# Szaturnusz-díj a legjobb látványtervezésért
A legjobb látványtervezésnek járó Szaturnusz-díjat évente adja át az Academy of Science Fiction, Fantasy & Horror Films szervezet 2010-es, 36. díjátadó óta.

## Győztesek és jelöltek
Győztes színész
- – Oscar-nyertes mű ugyanebben a kategóriában
- – Oscarra jelölt mű ugyanebben a kategóriában

(MEGJEGYZÉS: Az Év oszlop az adott film bemutatási évére utal, a tényleges díjátadó ceremóniát a következő évben rendezték meg.)

### 2000-es évek
| Év                  | Látványtervező                  | Magyar cím                      | Eredeti cím                            |
| ------------------- | ------------------------------- | ------------------------------- | -------------------------------------- |
| 2009 (36. díjátadó) | Rick Carter és Robert Stromberg | Avatar                          | Avatar                                 |
| 2009 (36. díjátadó) | Scott Chambliss                 | Star Trek                       | Star Trek                              |
| 2009 (36. díjátadó) | Stuart Craig                    | Harry Potter és a Félvér Herceg | Harry Potter and the Half-Blood Prince |
| 2009 (36. díjátadó) | Sarah Greenwood                 | Sherlock Holmes                 | Sherlock Holmes                        |
| 2009 (36. díjátadó) | Philip Ivey                     | District 9                      | District 9                             |
| 2009 (36. díjátadó) | Alex McDowell                   | Watchmen: Az őrzők              | Watchmen                               |

### 2010-es évek
| Év                       | Látványtervező                   | Magyar cím                             | Eredeti cím                                   |
| ------------------------ | -------------------------------- | -------------------------------------- | --------------------------------------------- |
| 2010 (37. díjátadó)      | Darren Gilford                   | Tron: Örökség                          | Tron: Legacy                                  |
| 2010 (37. díjátadó)      | Kathy Altieri                    | Így neveld a sárkányodat               | How to Train Your Dragon                      |
| 2010 (37. díjátadó)      | Guy Hendrix Dyas                 | Eredet                                 | Inception                                     |
| 2010 (37. díjátadó)      | Dante Ferretti                   | Viharsziget                            | Shutter Island                                |
| 2010 (37. díjátadó)      | Rick Heinrichs                   | Farkasember                            | The Wolfman                                   |
| 2010 (37. díjátadó)      | Robert Stromberg                 | Alice Csodaországban                   | Alice in Wonderland                           |
| 2011 (38. díjátadó)      | Dante Ferretti                   | A leleményes Hugo                      | Hugo                                          |
| 2011 (38. díjátadó)      | Stuart Craig                     | Harry Potter és a Halál ereklyéi 2.    | Harry Potter and the Deathly Hallows – Part 2 |
| 2011 (38. díjátadó)      | Tom Foden                        | Halhatatlanok                          | Immortals                                     |
| 2011 (38. díjátadó)      | Rick Heinrichs                   | Amerika Kapitány: Az első bosszúálló   | Captain America: The First Avenger            |
| 2011 (38. díjátadó)      | Kim Sinclair                     | Tintin kalandjai                       | The Adventures of Tintin                      |
| 2011 (38. díjátadó)      | Bo Welch                         | Thor                                   | Thor                                          |
| 2012 (39. díjátadó)      | Dan Hennah                       | A hobbit: Váratlan utazás              | The Hobbit: An Unexpected Journey             |
| 2012 (39. díjátadó)      | Hugh Bateup és Uli Hanisch       | Felhőatlasz                            | Cloud Atlas                                   |
| 2012 (39. díjátadó)      | Sarah Greenwood                  | Anna Karenina                          | Anna Karenina                                 |
| 2012 (39. díjátadó)      | David Gropman                    | Pi élete                               | Life of Pi                                    |
| 2012 (39. díjátadó)      | Rick Heinrichs                   | Éjsötét árnyék                         | Dark Shadows                                  |
| 2012 (39. díjátadó)      | Eve Stewart                      | A nyomorultak                          | Les Misérables                                |
| 2013 (40. díjátadó)      | Dan Hennah                       | A hobbit: Smaug pusztasága             | The Hobbit: The Desolation of Smaug           |
| 2013 (40. díjátadó)      | Philip Messina                   | Az éhezők viadala: Futótűz             | The Hunger Games: Catching Fire               |
| 2013 (40. díjátadó)      | Andrew Neskoromny és Carol Spier | Tűzgyűrű                               | Pacific Rim                                   |
| 2013 (40. díjátadó)      | Andy Nicholson                   | Gravitáció                             | Gravity                                       |
| 2013 (40. díjátadó)      | Jan Roelfs                       | 47 Ronin                               | 47 Ronin                                      |
| 2013 (40. díjátadó)      | Robert Stromberg                 | Óz, a hatalmas                         | Oz the Great and Powerful                     |
| 2014 (41. díjátadó)      | Nathan Crowley                   | Csillagok között                       | Interstellar                                  |
| 2014 (41. díjátadó)      | James Chinlund                   | A majmok bolygója: Forradalom          | Dawn of the Planet of the Apes                |
| 2014 (41. díjátadó)      | Dennis Gassner                   | Vadregény                              | Into the Woods                                |
| 2014 (41. díjátadó)      | Adam Stockhausen                 | A Grand Budapest Hotel                 | The Grand Budapest Hotel                      |
| 2014 (41. díjátadó)      | Peter Wenham                     | Amerika Kapitány: A tél katonája       | Captain America: The Winter Soldier           |
| 2014 (41. díjátadó)      | Charles Wood                     | A galaxis őrzői                        | Guardians of the Galaxy                       |
| 2015 (42. díjátadó)      | Thomas E. Sanders                | Bíborhegy                              | Crimson Peak                                  |
| 2015 (42. díjátadó)      | Rick Carter és Darren Gilford    | Star Wars VII. rész – Az ébredő Erő    | Star Wars: The Force Awakens                  |
| 2015 (42. díjátadó)      | Scott Chambliss                  | Holnapolisz                            | Tomorrowland                                  |
| 2015 (42. díjátadó)      | Sabu Cyril                       | Báhubali - A kezdet                    | Baahubali: The Beginning                      |
| 2015 (42. díjátadó)      | Colin Gibson                     | Mad Max – A harag útja                 | Mad Max: Fury Road                            |
| 2015 (42. díjátadó)      | Ed Verreaux                      | Jurassic World                         | Jurassic World                                |
| 2016 (43. díjátadó)      | Rick Carter és Robert Stromberg  | A barátságos óriás                     | The BFG                                       |
| 2016 (43. díjátadó)      | Doug Chiang és Neil Lamont       | Zsivány Egyes – Egy Star Wars-történet | Rogue One: A Star Wars Story                  |
| 2016 (43. díjátadó)      | Stuart Craig                     | Legendás állatok és megfigyelésük      | Fantastic Beasts and Where to Find Them       |
| 2016 (43. díjátadó)      | Guy Hendrix Dyas                 | Utazók                                 | Passengers                                    |
| 2016 (43. díjátadó)      | Owen Paterson                    | Amerika Kapitány: Polgárháború         | Captain America: Civil War                    |
| 2016 (43. díjátadó)      | Charles Wood                     | Doctor Strange                         | Doctor Strange                                |
| 2017 (44. díjátadó)      | Hannah Beachler                  | Fekete Párduc                          | Black Panther                                 |
| 2017 (44. díjátadó)      | Paul Denham Austerberry          | A víz érintése                         | The Shape of Water                            |
| 2017 (44. díjátadó)      | Dennis Gassner                   | Szárnyas fejvadász 2049                | Blade Runner 2049                             |
| 2017 (44. díjátadó)      | Sarah Greenwood                  | A szépség és a szörnyeteg              | Beauty and the Beast                          |
| 2017 (44. díjátadó)      | Rick Heinrichs                   | Star Wars VIII. rész – Az utolsó jedik | Star Wars: The Last Jedi                      |
| 2017 (44. díjátadó)      | Hugues Tissandier                | Valerian és az ezer bolygó városa      | Valerian and the City of a Thousand Planets   |
| 2018/2019 (45. díjátadó) | Charles Wood                     | Bosszúállók: Végjáték                  | Avengers: Endgame                             |
| 2018/2019 (45. díjátadó) | Bill Brzeski                     | Aquaman                                | Aquaman                                       |
| 2018/2019 (45. díjátadó) | Ruth De Jong                     | Mi                                     | Us                                            |
| 2018/2019 (45. díjátadó) | Horace Ma Gwong-Wing             | Árnyék                                 | Shadow                                        |
| 2018/2019 (45. díjátadó) | Rick Heinrichs                   | Dumbo                                  | Dumbo                                         |
| 2018/2019 (45. díjátadó) | Gemma Jackson                    | Aladdin                                | Aladdin                                       |
| 2018/2019 (45. díjátadó) | John Myhre                       | Mary Poppins visszatér                 | Mary Poppins Returns                          |
| 2019/2020 (46. díjátadó) | Barbara Ling                     | Volt egyszer egy... Hollywood          | Once Upon a Time in Hollywood                 |
| 2019/2020 (46. díjátadó) | Rick Carter és Kevin Jenkins     | Star Wars IX. rész – Skywalker kora    | Star Wars: The Rise of Skywalker              |
| 2019/2020 (46. díjátadó) | Nathan Crowley                   | Tenet                                  | Tenet                                         |
| 2019/2020 (46. díjátadó) | Mark Friedberg                   | Joker                                  | Joker                                         |
| 2019/2020 (46. díjátadó) | Patrick Tatopoulos               | Demóna: A sötétség úrnője              | Maleficent: Mistress of Evil                  |
| 2019/2020 (46. díjátadó) | Ra Vincent                       | Jojo Nyuszi                            | Jojo Rabbit                                   |

### 2020s
| Év                       | Látványtervező            | Magyar cím                         | Eredeti cím                               |
| ------------------------ | ------------------------- | ---------------------------------- | ----------------------------------------- |
| 2021/2022 (50. díjátadó) | Tamara Deverell           | Rémálmok sikátora                  | Nightmare Alley                           |
| 2021/2022 (50. díjátadó) | Sue Chan                  | Shang-Chi és a tíz gyűrű legendája | Shang-Chi and the Legend of the Ten Rings |
| 2021/2022 (50. díjátadó) | James Chinlund            | Batman                             | The Batman                                |
| 2021/2022 (50. díjátadó) | Fiona Crombie             | Szörnyella                         | Cruella                                   |
| 2021/2022 (50. díjátadó) | Jason Kisvarday           | Minden, mindenhol, mindenkor       | Everything Everywhere All at Once         |
| 2021/2022 (50. díjátadó) | Marcus Rowland            | Utolsó éjszaka a Sohóban           | Last Night in Soho                        |
| 2021/2022 (50. díjátadó) | Patrice Vermette          | Dűne                               | Dune                                      |
| 2022/2023 (51. díjátadó) | Sarah Greenwood           | Barbie                             | Barbie                                    |
| 2022/2023 (51. díjátadó) | Dylan Cole és Ben Procter | Avatar: A víz útja                 | Avatar: The Way of Water                  |
| 2022/2023 (51. díjátadó) | Beth Mickie               | A galaxis őrzői: 3. rész           | Guardians of the Galaxy Vol. 3            |
| 2022/2023 (51. díjátadó) | Kevin Kavanaugh           | John Wick: 4. felvonás             | John Wick: Chapter 4                      |
| 2022/2023 (51. díjátadó) | Ruth De Jong              | Oppenheimer                        | Oppenheimer                               |
| 2022/2023 (51. díjátadó) | Alec Hammond              | Renfield                           | Renfield                                  |
| 2023/2024 (52. díjátadó) | Patrice Vermette          | Dűne: Második rész                 | Dune: Part Two                            |
| 2023/2024 (52. díjátadó) | Naaman Marshall           | Alien: Romulus                     | Alien: Romulus                            |
| 2023/2024 (52. díjátadó) | Mark Scruton              | Beetlejuice Beetlejuice            | Beetlejuice Beetlejuice                   |
| 2023/2024 (52. díjátadó) | Ray Chan                  | Deadpool & Rozsomák                | Deadpool & Wolverine                      |
| 2023/2024 (52. díjátadó) | Daniel T. Dorrance        | A majmok bolygója: A birodalom     | Kingdom of the Planet of the Apes         |
| 2023/2024 (52. díjátadó) | Danny Vermette            | Longlegs – A rém                   | Longlegs                                  |

## Rekordok

### Többszörös győzelmek
2 győzelem
- Rick Carter
- Dan Hennah
- Robert Stromberg

### Többszörös jelölések
| 5 jelölés - Rick Heinrichs 4 jelölés - Rick Carter - Sarah Greenwood - Robert Stromberg 3 jelölés - Stuart Craig - Charles Wood | 2 jelölés - Scott Chambliss - James Chinlund - Nathan Crowley - Guy Hendrix Dyas - Dante Ferretti - Dennis Gassner - Darren Gilford - Dan Hennah - Ruth De Jong - Patrice Vermette |

## Fordítás
- Ez a szócikk részben vagy egészben  a   Saturn Award for Best Production Design című angol Wikipédia-szócikk fordításán alapul.  Az eredeti cikk szerkesztőit annak laptörténete sorolja fel. Ez a jelzés csupán a megfogalmazás eredetét és a szerzői jogokat jelzi, nem szolgál a cikkben szereplő információk forrásmegjelöléseként.